# Deuxième circonscription du Calvados
La deuxième circonscription du Calvados est représentée dans la XVIe législature par Arthur Delaporte, député PS.

## Description géographique et démographique

### De 1958 à 1986
La deuxième circonscription du Calvados était composée de :
- Canton de Bretteville-sur-Laize
- Canton de Falaise-Nord
- Canton de Falaise-Sud
- Canton de Lisieux-2
- Canton de Livarot
- Canton de Mézidon-Canon
- Canton de Morteaux-Coulibœuf
- Canton d'Orbec
- Canton de Saint-Pierre-sur-Dives

### Depuis 1988
Située au centre du département, la deuxième circonscription du Calvados regroupe les quartiers est et la banlieue est de la ville-préfecture, Caen. Elle regroupe les cantons suivants :
- Canton de Caen-4
- Canton de Caen-5
- Canton de Caen-6
- Canton de Caen-7
- Canton de Caen-10
- Canton de Troarn

## Description historique et politique
Dans un département traditionnellement ancré à droite, la deuxième circonscription du Calvados telle qu'elle est issue du redécoupage « Pasqua » de 1988 a été conçue comme le fief de la gauche, en réunissant la ville de Caen à ses banlieues populaires, comme Hérouville-Saint Clair. Ainsi, elle fut la seule à avoir sans discontinuer un député socialiste de 1988 à 2002, le réélisant toujours aisément, par 55 % des voix lors de la vague bleue de 1993 et 62,67 % en 1997.
La perte de la circonscription par la gauche en 2002 fut donc une surprise - en dépit de l'usure indéniable du sortant, Louis Mexandeau, alliée à une dynamique favorable au tout récent maire d'Hérouville, Rodolphe Thomas.
La présidentielle de 2007, où Ségolène Royal y a battu Nicolas Sarkozy par 60 % contre 40 %, et plus encore les élections législatives de juin 2007, semblent montrer un retour de la circonscription dans le giron de la gauche, même si la réélection au premier tour du maire d'Hérouville-Saint-Clair en mars 2008 peut apparaître comme un contre-point à ce retour.
En 2012, Laurence Dumont est largement réélue face à Rodolphe Thomas. Elle obtient un troisième mandat en 2017 et est ainsi l'une des rares députés socialistes survivant à la vague En Marche. Elle cède sa place à Arthur Delaporte, qu'elle supplée, qui conserve aisément le secteur pour les socialistes en 2022 et 2024

## Historique des résultats
| Législature | Début de mandat | Fin de mandat  | Député           | Parti politique | Observations |
| ----------- | --------------- | -------------- | ---------------- | --------------- | --- |
| Ire         | 9 décembre 1958 | 9 octobre 1962 | Robert Bisson    | UNR             | Maire de Lisieux Conseiller général du Canton de Lisieux-2 Mandat écourté à la suite d'une dissolution parlementaire décidée par Charles de Gaulle.                |
| IIe         | 6 décembre 1962 | 2 avril 1967   | Robert Bisson    | UNR-UDT         | Maire de Lisieux Conseiller général du Canton de Lisieux-2 |
| IIIe        | 3 avril 1967    | 30 mai 1968    | Robert Bisson    | UD-Ve           | Maire de Lisieux Conseiller général du Canton de Lisieux-2 Mandat écourté à la suite d'une dissolution parlementaire décidée par Charles de Gaulle.                |
| IVe         | 11 juillet 1968 | 1er avril 1973 | Robert Bisson    | UDR             | Maire de Lisieux Président du Conseil général du Calvados (Canton de Lisieux-2) (à partir de 1971)                                                                 |
| Ve          | 2 avril 1973    | 2 avril 1978   | Robert Bisson    | UDR             | Maire de Lisieux (→ 1977) Président du Conseil général du Calvados (Canton de Lisieux-2)                                                                           |
| VIe         | 3 avril 1978    | 22 mai 1981    | Robert Bisson    | RPR             | Président du Conseil général du Calvados (Canton de Lisieux-2) (→ 1979) Mandat écourté à la suite d'une dissolution parlementaire décidée par François Mitterrand. |
| VIIe        | 2 juillet 1981  | 1er avril 1986 | Henry Delisle    | PS              | Maire de Mézidon-Canon (1971 → 1983) Démissionne le 21 février 1986                                                                                                |
| IXe         | 23 juin 1988    | 1er avril 1993 | Louis Mexandeau  | PS              | Conseiller régional de Basse-Normandie. Du 18 mai 1991 au 1er avril 1993, après sa nomination au gouvernement, il est remplacé par sa suppléante Dominique Robert. |
| Xe          | 2 avril 1993    | 21 avril 1997  | Louis Mexandeau  | PS              | Conseiller régional de Basse-Normandie Mandat écourté à la suite d'une dissolution parlementaire décidée par Jacques Chirac.                                       |
| XIe         | 12 juin 1997    | 18 juin 2002   | Louis Mexandeau  | PS              | Conseiller régional de Basse-Normandie |
| XIIe        | 19 juin 2002    | 19 juin 2007   | Rodolphe Thomas  | UDF             | Maire d'Hérouville-Saint-Clair |
| XIIIe       | 20 juin 2007    | 19 juin 2012   | Laurence Dumont  | PS              | |
| XIVe        | 20 juin 2012    | 20 juin 2017   | Laurence Dumont  | PS              | |
| XVe         | 21 juin 2017    | 21 juin 2022   | Laurence Dumont  | PS              | |
| XVIe        | 22 juin 2022    | 9 juin 2024    | Arthur Delaporte | PS-NUPES        | Mandat écourté à la suite d'une dissolution parlementaire décidée par Emmanuel Macron.                                                                             |
| XVIIe       | 8 juillet 2024  | En cours       | Arthur Delaporte | PS- NFP         | |

## Historique des élections

### Élections de 1958
|                | Robert Bisson élu | UNR            | 23 663 | 62,73  |  |  |  |
|                | Joseph Laniel     | CNIP           | 5 166  | 13,7   |  |  |  |
|                | Auguste Vrel      | PCF            | 4 006  | 10,62  |  |  |  |
|                | Arsène Richard    | SFIO           | 3 405  | 9,03   |  |  |  |
|                | Pierre Souëf      | Extrême droite | 1 479  | 3,92   |  |  |  |
|                |                   |                |        |        |  |  |  |
| Inscrits       | Inscrits          | Inscrits       | 49 507 | 100,00 |  |  |  |
| Abstentions    | Abstentions       | Abstentions    | 10 865 | 21,95  |  |  |  |
| Votants        | Votants           | Votants        | 38 642 | 78,05  |  |  |  |
| Blancs et nuls | Blancs et nuls    | Blancs et nuls | 923    | 2,39   |  |  |  |
| Exprimés       | Exprimés          | Exprimés       | 37 719 | 97,61  |  |  |  |

Maurice Simon, huissier, conseiller général du canton de Bretteville-sur-Laize était le suppléant de Robert Bisson.

### Élections de 1962
|                | Robert Bisson sortant réélu | UNR-UDT        | 19 333 | 60,21  |  |  |  |
|                | Gilles Dudouit              | CNIP           | 5 967  | 18,58  |  |  |  |
|                | Auguste Vrel                | PCF            | 4 291  | 13,36  |  |  |  |
|                | René Lebec                  | PSU (SFIO)     | 2 517  | 7,84   |  |  |  |
|                |                             |                |        |        |  |  |  |
| Inscrits       | Inscrits                    | Inscrits       | 49 752 | 100,00 |  |  |  |
| Abstentions    | Abstentions                 | Abstentions    | 16 581 | 33,33  |  |  |  |
| Votants        | Votants                     | Votants        | 33 171 | 66,67  |  |  |  |
| Blancs et nuls | Blancs et nuls              | Blancs et nuls | 1 063  | 3,2    |  |  |  |
| Exprimés       | Exprimés                    | Exprimés       | 32 108 | 96,8   |  |  |  |

Maurice Simon était le suppléant de Robert Bisson.

### Élections de 1967
| Candidat       | Candidat                    | Parti          | Premier tour | Premier tour | Second tour | Second tour |  |
| Candidat       | Candidat                    | Parti          | Voix         | %            | Voix        | %           |  |
| -------------- | --------------------------- | -------------- | ------------ | ------------ | ----------- | ----------- |  |
|                | Robert Bisson sortant réélu | UD-Ve          | 19 185       | 48,44        | 19 392      | 52,06       |  |
|                | Arnault de Rouville         | CD (PDM)       | 7 003        | 17,68        | 6 447       | 17,31       |  |
|                | René Brosseau               | PCF            | 6 523        | 16,47        | 11 409      | 30,63       |  |
|                | Roger Girard                | FGDS (CIR)     | 5 459        | 13,78        | Retrait     | Retrait     |  |
|                | Maurice Combes              | PSU            | 1 432        | 3,62         |             |             |  |
|                |                             |                |              |              |             |             |  |
| Inscrits       | Inscrits                    | Inscrits       | 50 716       | 100,00       | 50 719      | 100,00      |  |
| Abstentions    | Abstentions                 | Abstentions    | 9 925        | 19,57        | 12 619      | 24,88       |  |
| Votants        | Votants                     | Votants        | 40 791       | 80,43        | 38 100      | 75,12       |  |
| Blancs et nuls | Blancs et nuls              | Blancs et nuls | 1 189        | 2,91         | 852         | 2,24        |  |
| Exprimés       | Exprimés                    | Exprimés       | 39 602       | 97,09        | 37 248      | 97,76       |  |

Maurice Simon était le suppléant de Robert Bisson.

### Élections de 1968
|                | Robert Bisson sortant réélu | UDR (URP)      | 21 728 | 54,41  |  |  |  |
|                | René Brosseau               | PCF            | 6 209  | 15,55  |  |  |  |
|                | Arnault de Rouville         | CD (PDM)       | 5 757  | 14,42  |  |  |  |
|                | Henry Delisle               | FGDS (CIR)     | 3 765  | 9,43   |  |  |  |
|                | Jean Petite                 | PSU            | 2 472  | 6,19   |  |  |  |
|                |                             |                |        |        |  |  |  |
| Inscrits       | Inscrits                    | Inscrits       | 50 228 | 100,00 |  |  |  |
| Abstentions    | Abstentions                 | Abstentions    | 9 534  | 18,98  |  |  |  |
| Votants        | Votants                     | Votants        | 40 694 | 81,02  |  |  |  |
| Blancs et nuls | Blancs et nuls              | Blancs et nuls | 763    | 1,87   |  |  |  |
| Exprimés       | Exprimés                    | Exprimés       | 39 931 | 98,13  |  |  |  |

Maurice Simon était le suppléant de Robert Bisson.

### Élections de 1973
| Candidat       | Candidat                    | Parti          | Premier tour | Premier tour | Second tour | Second tour |  |
| Candidat       | Candidat                    | Parti          | Voix         | %            | Voix        | %           |  |
| -------------- | --------------------------- | -------------- | ------------ | ------------ | ----------- | ----------- |  |
|                | Robert Bisson sortant réélu | UDR (URP)      | 18 129       | 43,08        | 22 139      | 52,97       |  |
|                | Henry Delisle               | PS (UGSD)      | 11 414       | 27,12        | 19 659      | 47,03       |  |
|                | René Brosseau               | PCF            | 6 159        | 14,63        | Retrait     | Retrait     |  |
|                | Jacques Verain              | CD (MR)        | 5 673        | 13,48        | Retrait     | Retrait     |  |
|                | Yves Duprés                 | FN             | 710          | 1,69         |             |             |  |
|                |                             |                |              |              |             |             |  |
| Inscrits       | Inscrits                    | Inscrits       | 52 088       | 100,00       | 52 095      | 100,00      |  |
| Abstentions    | Abstentions                 | Abstentions    | 9 034        | 17,34        | 9 097       | 17,46       |  |
| Votants        | Votants                     | Votants        | 43 054       | 82,66        | 42 998      | 82,54       |  |
| Blancs et nuls | Blancs et nuls              | Blancs et nuls | 969          | 2,25         | 1 200       | 2,79        |  |
| Exprimés       | Exprimés                    | Exprimés       | 42 085       | 97,75        | 41 798      | 97,21       |  |

Maurice Simon était le suppléant de Robert Bisson.

### Élections de 1978
| Candidat       | Candidat                    | Parti          | Premier tour | Premier tour | Second tour | Second tour |  |
| Candidat       | Candidat                    | Parti          | Voix         | %            | Voix        | %           |  |
| -------------- | --------------------------- | -------------- | ------------ | ------------ | ----------- | ----------- |  |
|                | Robert Bisson sortant réélu | RPR            | 18 472       | 36,36        | 27 152      | 51,95       |  |
|                | Henry Delisle               | PS             | 14 364       | 28,27        | 25 109      | 48,05       |  |
|                | Huguette Pouteau            | PCF            | 7 433        | 14,63        |             |             |  |
|                | Arnault de Rouville         | UDF (CDS)      | 7 086        | 13,95        |             |             |  |
|                | Roger Jourdin               | LO             | 1 357        | 2,67         |             |             |  |
|                | Pierre Bignon               | Divers droite  | 989          | 1,95         |             |             |  |
|                | Claude-Françoise Weidmann   | PSU (FA)       | 699          | 1,38         |             |             |  |
|                | Jean Cadiou                 | FN             | 402          | 0,79         |             |             |  |
|                |                             |                |              |              |             |             |  |
| Inscrits       | Inscrits                    | Inscrits       | 61 115       | 100,00       | 61 056      | 100,00      |  |
| Abstentions    | Abstentions                 | Abstentions    | 9 147        | 14,97        | 7 862       | 12,88       |  |
| Votants        | Votants                     | Votants        | 51 968       | 85,03        | 53 194      | 87,12       |  |
| Blancs et nuls | Blancs et nuls              | Blancs et nuls | 1 166        | 2,24         | 933         | 1,75        |  |
| Exprimés       | Exprimés                    | Exprimés       | 50 802       | 97,76        | 52 261      | 98,25       |  |

Jean Lair, commerçant, Président du Tribunal de commerce de Falaise était le suppléant de Robert Bisson.

### Élections de 1981
| Candidat       | Candidat          | Parti          | Premier tour | Premier tour | Second tour | Second tour |  |
| Candidat       | Candidat          | Parti          | Voix         | %            | Voix        | %           |  |
| -------------- | ----------------- | -------------- | ------------ | ------------ | ----------- | ----------- |  |
|                | Henry Delisle élu | PS             | 21 531       | 46,79        | 27 482      | 55,68       |  |
|                | André Fanton      | RPR (UNM)      | 20 131       | 43,75        | 21 871      | 44,32       |  |
|                | Huguette Pouteau  | PCF            | 4 352        | 9,46         |             |             |  |
|                |                   |                |              |              |             |             |  |
| Inscrits       | Inscrits          | Inscrits       | 63 320       | 100,00       | 63 319      | 100,00      |  |
| Abstentions    | Abstentions       | Abstentions    | 16 469       | 26,01        | 13 259      | 20,94       |  |
| Votants        | Votants           | Votants        | 46 851       | 73,99        | 50 060      | 79,06       |  |
| Blancs et nuls | Blancs et nuls    | Blancs et nuls | 837          | 1,79         | 707         | 1,41        |  |
| Exprimés       | Exprimés          | Exprimés       | 46 014       | 98,21        | 49 353      | 98,59       |  |

Gilbert Dehais, commerçant à Lisieux était le suppléant d'Henry Delisle.

### Élections de 1988
|                | Louis Mexandeau sortant réélu | PS             | 19 575 | 52,85  |  |  |  |
|                | Yves Lessard                  | RPR (URC)      | 9 478  | 25,59  |  |  |  |
|                | Michel Virengue               | PCF            | 2 671  | 7,21   |  |  |  |
|                | Joël Kopp                     | FN             | 2 342  | 6,32   |  |  |  |
|                | Michel Horn                   | Les Verts      | 2 315  | 6,25   |  |  |  |
|                | Christian Eury                | Extrême gauche | 659    | 1,78   |  |  |  |
|                |                               |                |        |        |  |  |  |
| Inscrits       | Inscrits                      | Inscrits       | 61 421 | 100,00 |  |  |  |
| Abstentions    | Abstentions                   | Abstentions    | 23 771 | 38,7   |  |  |  |
| Votants        | Votants                       | Votants        | 37 650 | 61,3   |  |  |  |
| Blancs et nuls | Blancs et nuls                | Blancs et nuls | 610    | 1,62   |  |  |  |
| Exprimés       | Exprimés                      | Exprimés       | 37 040 | 98,38  |  |  |  |

Dominique Robert, conseillère générale, conseillère municipale de Caen, était la suppléante de Louis Mexandeau.
Elle le remplaça quand il fut nommé membre du gouvernement, du 18 juin 1991 au 1er avril 1993.

### Élections de 1993
| Candidat       | Candidat                      | Parti             | Premier tour | Premier tour | Second tour | Second tour |  |
| Candidat       | Candidat                      | Parti             | Voix         | %            | Voix        | %           |  |
| -------------- | ----------------------------- | ----------------- | ------------ | ------------ | ----------- | ----------- |  |
|                | Louis Mexandeau sortant réélu | PS (ADFP)         | 10 700       | 27,57        | 21 217      | 55,14       |  |
|                | Yves Lessard                  | RPR (UPF)         | 10 465       | 26,96        | 17 264      | 44,86       |  |
|                | Alain Gruénais                | Les Verts (EÉ)    | 3 769        | 9,71         |             |             |  |
|                | Marc Bellet                   | PCF               | 3 569        | 9,2          |             |             |  |
|                | Olivier Simonot               | FN                | 3 543        | 9,13         |             |             |  |
|                | Pierre-Claude Le Joncour      | Divers droite     | 2 796        | 7,2          |             |             |  |
|                | Arlette Vivier                | Divers écologiste | 2 047        | 5,27         |             |             |  |
|                | Daniel Dieudonné              | LO                | 744          | 1,92         |             |             |  |
|                | Jean-Paul Ducandas            | PT                | 558          | 1,44         |             |             |  |
|                | Irène Lacroix                 | LT-LNÉ            | 361          | 0,93         |             |             |  |
|                | Michel Zvenigorosky           | LCR               | 261          | 0,67         |             |             |  |
|                |                               |                   |              |              |             |             |  |
| Inscrits       | Inscrits                      | Inscrits          | 62 910       | 100,00       | 62 910      | 100,00      |  |
| Abstentions    | Abstentions                   | Abstentions       | 21 477       | 34,14        | 21 356      | 33,95       |  |
| Votants        | Votants                       | Votants           | 41 433       | 65,86        | 41 554      | 66,05       |  |
| Blancs et nuls | Blancs et nuls                | Blancs et nuls    | 2 620        | 6,32         | 3 073       | 7,4         |  |
| Exprimés       | Exprimés                      | Exprimés          | 38 813       | 93,68        | 38 481      | 92,6        |  |

François Geindre, conseiller régional, maire d'Hérouville-Saint-Clair, était le suppléant de Louis Mexandeau.

### Élections de 1997
| Candidat       | Candidat                      | Parti          | Premier tour | Premier tour | Second tour | Second tour |  |
| Candidat       | Candidat                      | Parti          | Voix         | %            | Voix        | %           |  |
| -------------- | ----------------------------- | -------------- | ------------ | ------------ | ----------- | ----------- |  |
|                | Louis Mexandeau sortant réélu | PS             | 13 802       | 35,32        | 25 674      | 62,67       |  |
|                | Brigitte Le Brethon           | RPR            | 9 423        | 24,12        | 15 294      | 37,33       |  |
|                | Marc Bellet                   | PCF            | 4 545        | 11,63        |             |             |  |
|                | Jean-Luc Bigot                | FN             | 4 029        | 10,31        |             |             |  |
|                | Alain Gruénais                | Les Verts      | 2 246        | 5,75         |             |             |  |
|                | Paul Mercier                  | LDI (MPF)      | 1 096        | 2,81         |             |             |  |
|                | Nicolas Bénies                | SÉGA           | 978          | 2,5          |             |             |  |
|                | Karima Zahir                  | GÉ             | 901          | 2,31         |             |             |  |
|                | Jean-Paul Ducandas            | PT             | 644          | 1,65         |             |             |  |
|                | François Schneider            | MÉI            | 601          | 1,54         |             |             |  |
|                | Christophe Hamon              | Extrême gauche | 521          | 1,33         |             |             |  |
|                | Jean Crocq                    | IR             | 287          | 0,73         |             |             |  |
|                |                               |                |              |              |             |             |  |
| Inscrits       | Inscrits                      | Inscrits       | 62 691       | 100,00       | 62 673      | 100,00      |  |
| Abstentions    | Abstentions                   | Abstentions    | 21 855       | 34,86        | 19 425      | 30,99       |  |
| Votants        | Votants                       | Votants        | 40 836       | 65,14        | 43 248      | 69,01       |  |
| Blancs et nuls | Blancs et nuls                | Blancs et nuls | 1 763        | 4,32         | 2 280       | 5,27        |  |
| Exprimés       | Exprimés                      | Exprimés       | 39 073       | 95,68        | 40 968      | 94,73       |  |

Le suppléant de Louis Mexandeau était Christian Piélot, conseiller technique en travail social, conseiller général du canton de Troarn, maire de Sannerville.

### Élections de 2002
| Candidat       | Candidat                 | Parti             | Premier tour | Premier tour | Second tour | Second tour |  |
| Candidat       | Candidat                 | Parti             | Voix         | %            | Voix        | %           |  |
| -------------- | ------------------------ | ----------------- | ------------ | ------------ | ----------- | ----------- |  |
|                | Rodolphe Thomas élu      | UDF               | 13 156       | 33,84        | 18 903      | 51,07       |  |
|                | Louis Mexandeau sortant  | PS                | 12 325       | 31,7         | 18 112      | 48,93       |  |
|                | Éric Pinel               | FN                | 2 554        | 6,57         |             |             |  |
|                | Alain Gruénais           | Les Verts         | 1 998        | 5,14         |             |             |  |
|                | Gérard Leneveu           | PCF               | 1 745        | 4,49         |             |             |  |
|                | Patrick Arz              | Extrême gauche    | 1 502        | 3,86         |             |             |  |
|                | Marie-Christine Desloges | CPNT              | 1 036        | 2,66         |             |             |  |
|                | Serge Lézement           | Pôle républicain  | 737          | 1,9          |             |             |  |
|                | Boris Vaisman            | Divers            | 729          | 1,88         |             |             |  |
|                | Kais Mimouni             | RPF               | 683          | 1,76         |             |             |  |
|                | Danielle Riche           | LO                | 523          | 1,35         |             |             |  |
|                | Patrice Carré            | MPF               | 482          | 1,24         |             |             |  |
|                | Karine Fabrigoule        | Divers écologiste | 450          | 1,16         |             |             |  |
|                | Patrick Bunel            | MNR               | 279          | 0,72         |             |             |  |
|                | Annie Constant           | PT                | 241          | 0,62         |             |             |  |
|                | Christophe Sady          | MÉI               | 166          | 0,43         |             |             |  |
|                | Monique Blot-Duvaleroy   | GÉ                | 139          | 0,36         |             |             |  |
|                | Éric Le Denmat           | Divers            | 95           | 0,24         |             |             |  |
|                | René Féron               | LN                | 40           | 0,1          |             |             |  |
|                |                          |                   |              |              |             |             |  |
| Inscrits       | Inscrits                 | Inscrits          | 64 788       | 100,00       | 64 787      | 100,00      |  |
| Abstentions    | Abstentions              | Abstentions       | 25 097       | 38,74        | 26 154      | 40,37       |  |
| Votants        | Votants                  | Votants           | 39 691       | 61,26        | 38 633      | 59,63       |  |
| Blancs et nuls | Blancs et nuls           | Blancs et nuls    | 811          | 2,04         | 1 618       | 4,19        |  |
| Exprimés       | Exprimés                 | Exprimés          | 38 880       | 97,96        | 37 015      | 95,81       |  |

Le suppléant de Rodolphe Thomas était Philippe Lailler, pharmacien, conseiller municipal de Caen.

### Élections de 2007
| Candidat       | Candidat                | Parti          | Premier tour | Premier tour | Second tour | Second tour |  |
| Candidat       | Candidat                | Parti          | Voix         | %            | Voix        | %           |  |
| -------------- | ----------------------- | -------------- | ------------ | ------------ | ----------- | ----------- |  |
|                | Rodolphe Thomas sortant | NC             | 14 804       | 37,94        | 18 616      | 45,38       |  |
|                | Laurence Dumont élue    | PS             | 14 706       | 37,68        | 22 403      | 54,62       |  |
|                | Alain Gruénais          | Les Verts      | 1 844        | 4,73         |             |             |  |
|                | Gérard Leneveu          | PCF            | 1 796        | 4,6          |             |             |  |
|                | Henri Férey             | FN             | 1 095        | 2,81         |             |             |  |
|                | Cynthia Colosio         | LCR            | 968          | 2,48         |             |             |  |
|                | Bernard Crouzille       | CNIP           | 866          | 2,22         |             |             |  |
|                | Sophie Noël             | MPF            | 718          | 1,84         |             |             |  |
|                | Hélène Kunkel           | CPNT           | 674          | 1,73         |             |             |  |
|                | Christophe Sady         | MÉI            | 391          | 1            |             |             |  |
|                | Éric Le Denmat          | Divers         | 369          | 0,95         |             |             |  |
|                | Christophe Garcia       | LO             | 361          | 0,93         |             |             |  |
|                | Rémi Aillaud            | COM            | 298          | 0,76         |             |             |  |
|                | Éric Delteil            | PT             | 134          | 0,34         |             |             |  |
|                |                         |                |              |              |             |             |  |
| Inscrits       | Inscrits                | Inscrits       | 67 480       | 100,00       | 67 478      | 100,00      |  |
| Abstentions    | Abstentions             | Abstentions    | 27 709       | 41,06        | 25 660      | 38,03       |  |
| Votants        | Votants                 | Votants        | 39 771       | 58,94        | 41 818      | 61,97       |  |
| Blancs et nuls | Blancs et nuls          | Blancs et nuls | 747          | 1,88         | 799         | 1,91        |  |
| Exprimés       | Exprimés                | Exprimés       | 39 024       | 98,12        | 41 019      | 98,09       |  |

Le suppléant de Laurence Dumont était Emmanuel Renard, consultant, conseiller général du canton de Caen-5, conseiller municipal d'Hérouville-Saint-Clair.

### Élections de 2012
| Candidat       | Candidat                        | Parti          | Premier tour | Premier tour | Second tour | Second tour |  |
| Candidat       | Candidat                        | Parti          | Voix         | %            | Voix        | %           |  |
| -------------- | ------------------------------- | -------------- | ------------ | ------------ | ----------- | ----------- |  |
|                | Laurence Dumont sortante réélue | PS             | 17 837       | 45,97        | 22 880      | 62,49       |  |
|                | Rodolphe Thomas                 | CpF (MoDem)    | 8 013        | 20,65        | 13 734      | 37,51       |  |
|                | Amandine François               | UMP            | 4 650        | 11,98        |             |             |  |
|                | Christophe Mal                  | RBM (FN)       | 3 239        | 8,35         |             |             |  |
|                | Gérard Leneveu                  | FG (PCF)       | 2 952        | 7,61         |             |             |  |
|                | Caroline Amiel                  | EÉLV           | 1 276        | 3,29         |             |             |  |
|                | Christophe Sady                 | AÉI            | 174          | 0,45         |             |             |  |
|                | Driss Anhichem                  | MRC            | 172          | 0,44         |             |             |  |
|                | Florine Le Bris                 | NPA            | 165          | 0,43         |             |             |  |
|                | Christophe Garcia               | LO             | 130          | 0,34         |             |             |  |
|                | Jacqueline Tancelin-Goueslard   | COM            | 98           | 0,25         |             |             |  |
|                | Jean-Paul Ducandas              | POI            | 71           | 0,18         |             |             |  |
|                | Éric Le Denmat                  | Divers         | 28           | 0,07         |             |             |  |
|                |                                 |                |              |              |             |             |  |
| Inscrits       | Inscrits                        | Inscrits       | 67 111       | 100,00       | 67 110      | 100,00      |  |
| Abstentions    | Abstentions                     | Abstentions    | 27 911       | 41,59        | 29 425      | 43,85       |  |
| Votants        | Votants                         | Votants        | 39 200       | 58,41        | 37 685      | 56,15       |  |
| Blancs et nuls | Blancs et nuls                  | Blancs et nuls | 395          | 1,01         | 1 071       | 2,84        |  |
| Exprimés       | Exprimés                        | Exprimés       | 38 805       | 98,99        | 36 614      | 97,16       |  |

Le suppléant de Laurence Dumont était Christian Piélot, fonctionnaire, maire de Sannerville, conseiller général du canton de Troarn

### Élections de 2017
| Candidat           | Candidat             | Parti       | Premier tour | Premier tour | Second tour | Second tour |
| Candidat           | Candidat             | Parti       | Voix         | %            | Voix        | %           |
| ------------------ | -------------------- | ----------- | ------------ | ------------ | ----------- | ----------- |
|                    | Éric Halphen         | REM         | 11 522       | 34,31        | 12 968      | 46,68       |
|                    | Laurence Dumont*     | PS          | 6 842        | 20,37        | 14 814      | 53,32       |
|                    | Étienne Brasselet    | FI          | 4 069        | 12,12        |             |             |
|                    | Aminthe Renouf       | LR          | 4 650        | 11,98        |             |             |
|                    | Sabrina Joret        | FN          | 3 351        | 9,98         |             |             |
|                    | Noëlle Le Maulf      | EÉLV        | 1 269        | 3,78         |             |             |
|                    | Gérard Leneveu       | PCF         | 1 261        | 3,75         |             |             |
|                    | Jérôme Hommais       | Cap21       | 632          | 1,88         |             |             |
|                    | Christine Bonnissent | DLF         | 386          | 1,15         |             |             |
|                    | Christophe Garcia    | LO          | 253          | 0,75         |             |             |
|                    |                      |             |              |              |             |             |
| Inscrits           | Inscrits             | Inscrits    | 67 592       | 100,00       | 67 591      | 100,00      |
| Abstentions        | Abstentions          | Abstentions | 33 389       | 49,40        | 37 603      | 55,63       |
| Votants            | Votants              | Votants     | 34 203       | 50,60        | 29 988      | 44,37       |
| Blancs             | Blancs               | Blancs      | 426          | 1,25         | 1486        | 4,96        |
| Nuls               | Nuls                 | Nuls        | 192          | 0,56         | 720         | 2,40        |
| Exprimés           | Exprimés             | Exprimés    | 33 585       | 98,19        | 27 782      | 92,64       |
| * députée sortante |                      |             |              |              |             |             |

Le suppléant de Laurence Dumont était Christian Piélot.

### Élections de 2022
Les élections législatives françaises de 2022 se déroulent les dimanches 12 et 19 juin 2022.
| Résultats des élections législatives des 12 et 19 juin 2022 de la 2e circonscription du Calvados |                          |                          |                          |              |              |             |             |
| Candidat                                                                                         | Candidat                 | Parti et coalition       | Nuance                   | Premier tour | Premier tour | Second tour | Second tour |
| Candidat                                                                                         | Candidat                 | Parti et coalition       | Nuance                   | Voix         | %            | Voix        | %           |
|                                                                                                  | Arthur Delaporte         | PS (NUPES)               | NUP                      | 14 040       | 42,01        | 18 963      | 59,86       |
|                                                                                                  | Sylvie Dumont-Prieux     | LREM (ENS)               | ENS                      | 8 138        | 24,35        | 12 716      | 40,14       |
|                                                                                                  | Céline Deslandes         | RN                       | RN                       | 5 091        | 15,23        |             |             |
|                                                                                                  | Camille Brou             | LR (UDC)                 | LR                       | 2 449        | 7,33         |             |             |
|                                                                                                  | Esteline Caillemer       | REC                      | REC                      | 886          | 2,65         |             |             |
|                                                                                                  | Virginie Cronier         | AC (ÉMP)                 | DVC                      | 813          | 2,43         |             |             |
|                                                                                                  | Julien Lerendu           | PA                       | ECO                      | 628          | 1,88         |             |             |
|                                                                                                  | Christophe Garcia        | LO                       | DXG                      | 497          | 1,49         |             |             |
|                                                                                                  | Philippe Ambourg         | LP (UPF)                 | DSV                      | 356          | 1,07         |             |             |
|                                                                                                  | Vincent Sénétaire        | PP                       | DXG                      | 268          | 0,80         |             |             |
|                                                                                                  | Angélique Françoise      | EPL                      | DSV                      | 254          | 0,76         |             |             |
| Votes valides                                                                                    | Votes valides            | Votes valides            | Votes valides            | 33 420       | 98,07        | 31 679      | 94,47       |
| Votes blancs                                                                                     | Votes blancs             | Votes blancs             | Votes blancs             | 450          | 1,32         | 1 190       | 3,55        |
| Votes nuls                                                                                       | Votes nuls               | Votes nuls               | Votes nuls               | 209          | 0,61         | 665         | 1,98        |
| Total                                                                                            | Total                    | Total                    | Total                    | 34 079       | 100          | 33 534      | 100         |
| Abstention                                                                                       | Abstention               | Abstention               | Abstention               | 34 532       | 50,33        | 35 094      | 51,14       |
| Inscrits / participation                                                                         | Inscrits / participation | Inscrits / participation | Inscrits / participation | 68 611       | 49,67        | 68 628      | 48,86       |

La suppléante d'Arthur Delaporte était Laurence Dumont, députée sortante.

### Élections de 2024
| Candidat                 | Candidat                 | Parti et coalition       | Nuances                  | Premier tour | Premier tour | Second tour | Second tour |
| Candidat                 | Candidat                 | Parti et coalition       | Nuances                  | Voix         | %            | Voix        | %           |
| ------------------------ | ------------------------ | ------------------------ | ------------------------ | ------------ | ------------ | ----------- | ----------- |
|                          | Arthur Delaporte         | PS (NFP)                 | UG                       | 19 662       | 42,34        | 29 761      | 68,28       |
|                          | Josseline Liban          | RN                       | RN                       | 11 999       | 25,84        | 13 823      | 31,72       |
|                          | Camille Brou             | LR                       | DVD                      | 7 159        | 15,42        |             |             |
|                          | Grégory Berkovicz        | PRV (ENS)                | ENS                      | 6 503        | 14,00        |             |             |
|                          | Cédric Bazincourt        | DLF                      | DSV                      | 566          | 1,22         |             |             |
|                          | Christophe Garcia        | LO                       | EXG                      | 547          | 1,18         |             |             |
|                          |                          |                          |                          |              |              |             |             |
| Votes valides            | Votes valides            | Votes valides            | Votes valides            | 46 436       | 97,89        |             |             |
| Votes blancs             | Votes blancs             | Votes blancs             | Votes blancs             | 626          | 1,32         |             |             |
| Votes nuls               | Votes nuls               | Votes nuls               | Votes nuls               | 376          | 0,79         |             |             |
| Total                    | Total                    | Total                    | Total                    | 47 438       | 100          |             | 100         |
| Abstention               | Abstention               | Abstention               | Abstention               | 21 574       | 31,26        |             |             |
| Inscrits / participation | Inscrits / participation | Inscrits / participation | Inscrits / participation | 69 012       | 68,74        |             |             |

La suppléante d'Arthur Delaporte est Élise Cassetto-Gadrat, directrice d'école, conseillère départementale du canton d'Hérouville-Saint-Clair, conseillère municipale d'Hérouville-Saint-Clair.